# Ministero delle forze armate popolari
Il Ministero delle forze armate popolari (MPAF, in coreano:인민무력성, Inminmuryŏksŏng, in passato 인민무력부, Inminmuryeokbu) è l'agenzia governativa della Corea del Nord incaricata dell'amministrazione generale e della coordinazione logistica dell'Armata del popolo coreano (KPA). Prima del 1992, era sotto il diretto controllo del Presidente della Repubblica Popolare Democratica di Corea, e sotto la guida della Commissione di Difesa Nazionale e del dipartimento degli affari militari del Partito del Lavoro di Corea. Con l'emendamento della costituzione della Corea del Nord avvenuto nel 1992 il suo controllo è stato preso direttamente dalla Commissione di Difesa Nazionale. L'emendamento del 2016 ha nuovamente spostato il suo controllo nelle mani della Commissione per gli Affari di Stato. L'attuale Ministro delle forze armate popolari è il generale Kim Jong-gwan, che è stato nominato in questa carica nel dicembre 2019. Fino al dicembre 1972, il Ministro delle Forze armate popolari era chiamato Ministro della Difesa Nazionale (민족보위상).

## Compiti
il Ministero delle forze armate popolari è essenzialmente un'agenzia ombrello che raccoglie la logistica, la politica e i componenti del personale dell'Armata del popolo coreano. Il ministero possiede inoltre dei dipartimenti che coordinano le relazioni con le forze armate straniere, che gestiscono le cooperative di proprietà statale nell'ambito dell'industria della difesa e di altre ventures di correnti di soldi straniere. Il ministero, tramite il dipartimento dello stato maggiore generale è responsabile della pianificazione operazionale e della gestione dei comandi delle forze di terra, dell'aria e del mare. Gestisce anche la strategia, conduce L'educazione e l'addestramento militare, convoglia gli ordini e la guida del supremo comando dell'Armata del popolo coreano e svolge anche diverse operazioni di intelligence.

## Dipartimenti
Il Ministero delle forze armate popolari comprende i seguenti dipartimenti:
- Ufficio di politica generale
- Dipartimento dello stato maggiore generale
- Comando di sicurezza

sia il direttore dell'Ufficio di politica generale che il Capo dello stato maggiore generale possiedono più potere dello stesso ministro.

### Lista dei Ministri delle forze armate popolari
- Vice-Maresciallo Choi Yong-kun (1900-1976) (settembre 1948-settembre 1957)
- Generale Kim Kwang-hyop (1915-1970) (settembre 1957-ottobre 1962)
- Generale Kim Chang-bong (ottobre 1962-dicembre 1968)
- Generale Choe Hyon (1907-1982) (dicembre 1968-maggio 1976)
- Maresciallo O Jin-u (1917-1995) (maggio 1976-febbraio 1995)
- Maresciallo Choe Kwang (1918-1997) (ottobre 1995-febbraio 1997)
- Vice-Maresciallo Kim Il-chol (1933-2023) (febbraio 1997-febbraio 2009)
- Vice-Maresciallo Kim Yong-chun (1936-2018) (febbraio 2009-aprile 2012)
- Vice-Maresciallo Kim Jong-gak (1941) (aprile 2012-novembre 2012)
- Generale Kim Kyok-sik (1938-2015) (novembre 2012-maggio 2013)
- Generale Jang Jong-nam (maggio 2013- giugno 2014)
- Generale Hyon Yong-chol (1949-2015) (giugno 2014-12 maggio 2015)
- sconosciuto (12 maggio 2015-11 luglio 2015)
- Generale Pak Yong-sik (1950) (11 luglio 2015-4 giugno 2018)
- Generale No Kwang-chol (1956) (4 giugno 2018-21 dicembre 2019)
- Generale Kim Jong-gwan (dicembre 2019-29 settembre 2021)
- Vice-maresciallo Ri Yong-gil (29 settembre 2021-31 dicembre 2022)
- Generale Kang Sun-nam (31 dicembre 2022-8 ottobre 2024)
- Generale No Kwang-chol (8 ottobre 2024- in carica)